# ミラン・ガリッチ
ミラン・ガリッチ（セルビア語: Милан Галић, ラテン文字転写: Milan Galić, 1938年3月8日 - 2014年9月13日）は、セルビア（ユーゴスラビア）のサッカー選手。選手時代のポジションはフォワード。

## 経歴
ガリッチは4人兄弟の末っ子として生まれたが、第二次世界大戦の最中に両親と死別し他の兄弟と共にズレニャニンの児童養護施設で育った。
高校在学中の1952年にプロレテル・ズレニャニンで選手経歴を始めると、1958年にパルチザン・ベオグラードへ移籍。パルチザンでは1960-61シーズン、1961-62シーズン、1962-63シーズン、1964-65シーズンのリーグ優勝に貢献し、通算281試合に出場し165得点を記録したが得点王のタイトルを獲得することは出来なかった。国際舞台においてもUEFAチャンピオンズカップ 1965-66で準優勝するなど、「パルティザノヴェ・ベベ」（セルビア語: Partizanove bebe）と呼ばれた世代の中心の一人だった。
ユーゴスラビア代表としては1959年5月31日に行われたブルガリア代表戦でデビューをした。1960年にイタリアで開催されたローマオリンピックでは決勝戦のデンマーク代表戦を含む5試合で7得点をあげて優勝、同年の1960 欧州ネイションズカップでは準優勝に貢献した。1962年にチリで開催された1962 FIFAワールドカップでは5試合に出場し、グループリーグのウルグアイ代表戦で1得点、コロンビア戦で2得点の合計3得点を記録し同国最高成績となる4位に貢献した。ワールドカップでの活躍により世界的な評価を得ることになったが、一方でガリッチはユーゴスラビア代表として最も印象に残る試合として同年10月14日に行われたハンガリー代表戦をあげている。その後、1965年10月9日に行われたフランス代表戦で代表から退くまで国際Aマッチ51試合に出場し37得点を記録した。
クラブレベルでは1966年からは国外へ活躍の場を移しベルギーのスタンダール・リエージュへ移籍すると1968-69シーズンと1969-70シーズンのリーグ優勝に貢献。1970年からはフランスのスタッド・ランスへ移籍し、1973年6月に現役を引退した。
引退後はユーゴスラビアに帰国しベオグラードの大学で法律を学び、卒業後はユーゴスラビアサッカー協会の法律顧問を務めた。
2014年9月13日、ベオグラードで死去した。

## 個人記録

### 代表での成績
出典
| 1959 | 2  | 1  |
| 1960 | 14 | 14 |
| 1961 | 11 | 7  |
| 1962 | 10 | 8  |
| 1963 | 3  | 2  |
| 1964 | 5  | 2  |
| 1965 | 6  | 3  |
| 合計 | 51 | 37 |

### 代表での得点
出典
| #  | 開催日         | 開催地                           | 対戦国         | 結果 | 大会                          |
| -- | -------------- | -------------------------------- | -------------- | ---- | ----------------------------- |
| 1  | 1959年5月31日  | ユーゴスラビア、ベオグラード     | ブルガリア     | 2-0  | 1960 欧州ネイションズカップ   |
| 2  | 1960年4月24日  | ギリシャ、アテネ                 | ギリシャ       | 5-0  | ローマオリンピック予選        |
| 3  | 1960年5月11日  | イングランド、ロンドン           | イングランド   | 3-3  | 親善試合                      |
| 4  | 1960年5月11日  | イングランド、ロンドン           | イングランド   | 3-3  | 親善試合                      |
| 5  | 1960年5月22日  | ユーゴスラビア、ベオグラード     | ポルトガル     | 5-1  | 1960 欧州ネイションズカップ   |
| 6  | 1960年7月6日   | フランス、パリ                   | フランス       | 5-4  | 1960 欧州ネイションズカップ   |
| 7  | 1960年7月10日  | フランス、パリ                   | ソビエト連邦   | 1-2  | 1960 欧州ネイションズカップ   |
| 8  | 1960年8月6日   | ユーゴスラビア、ベオグラード     | チュニジア     | 7-0  | 親善試合                      |
| 9  | 1960年8月25日  | イタリア、ペスカラ               | エジプト       | 6-1  | ローマオリンピック            |
| 10 | 1960年8月29日  | イタリア、フィレンツェ           | トルコ         | 4-0  | ローマオリンピック            |
| 11 | 1960年9月1日   | イタリア、ローマ                 | ブルガリア     | 3-3  | ローマオリンピック            |
| 12 | 1960年9月1日   | イタリア、ローマ                 | ブルガリア     | 3-3  | ローマオリンピック            |
| 13 | 1960年9月1日   | イタリア、ローマ                 | ブルガリア     | 3-3  | ローマオリンピック            |
| 14 | 1960年9月5日   | イタリア、ナポリ                 | イタリア       | 1-1  | ローマオリンピック            |
| 15 | 1960年9月10日  | イタリア、ローマ                 | デンマーク     | 3-1  | ローマオリンピック            |
| 16 | 1961年6月25日  | ポーランド、ホジューフ           | ポーランド     | 1-1  | 1962 FIFAワールドカップ・予選 |
| 17 | 1961年10月8日  | ユーゴスラビア、ベオグラード     | 韓国           | 5-1  | 1962 FIFAワールドカップ・予選 |
| 18 | 1961年11月26日 | 韓国、ソウル                     | 韓国           | 3-1  | 1962 FIFAワールドカップ・予選 |
| 19 | 1961年11月26日 | 韓国、ソウル                     | 韓国           | 3-1  | 1962 FIFAワールドカップ・予選 |
| 20 | 1961年12月7日  | インドネシア、ジャカルタ         | インドネシア   | 5-1  | 親善試合                      |
| 21 | 1961年12月14日 | イスラエル、テルアビブ           | イスラエル     | 2-0  | 親善試合                      |
| 22 | 1961年12月14日 | イスラエル、テルアビブ           | イスラエル     | 2-0  | 親善試合                      |
| 23 | 1962年5月16日  | ユーゴスラビア、ベオグラード     | 東ドイツ       | 3-1  | 親善試合                      |
| 24 | 1962年5月16日  | ユーゴスラビア、ベオグラード     | 東ドイツ       | 3-1  | 親善試合                      |
| 25 | 1962年6月2日   | チリ、アリカ                     | ウルグアイ     | 3-1  | 1962 FIFAワールドカップ       |
| 26 | 1962年6月7日   | チリ、アリカ                     | コロンビア     | 5-0  | 1962 FIFAワールドカップ       |
| 27 | 1962年6月7日   | チリ、アリカ                     | コロンビア     | 5-0  | 1962 FIFAワールドカップ       |
| 28 | 1962年9月30日  | ユーゴスラビア、ザグレブ         | 西ドイツ       | 2-3  | 親善試合                      |
| 29 | 1962年9月30日  | ユーゴスラビア、ザグレブ         | 西ドイツ       | 2-3  | 親善試合                      |
| 30 | 1962年10月14日 | ハンガリー、ブダペスト           | ハンガリー     | 1-0  | 親善試合                      |
| 31 | 1963年3月31日  | ベルギー、ブリュッセル           | ベルギー       | 1-0  | 1964 欧州ネイションズカップ   |
| 32 | 1963年9月18日  | スウェーデン、マルメ             | スウェーデン   | 2-3  | 1964 欧州ネイションズカップ   |
| 33 | 1964年9月20日  | ユーゴスラビア、ベオグラード     | ルクセンブルク | 3-1  | 1966 FIFAワールドカップ・予選 |
| 34 | 1964年9月23日  | ユーゴスラビア、ベオグラード     | UEFA           | 2-7  | 親善試合                      |
| 35 | 1965年4月18日  | ユーゴスラビア、ベオグラード     | フランス       | 1-0  | 1966 FIFAワールドカップ・予選 |
| 36 | 1965年9月19日  | ルクセンブルク、ルクセンブルク市 | ルクセンブルク | 5-5  | 1966 FIFAワールドカップ・予選 |
| 37 | 1965年9月19日  | ルクセンブルク、ルクセンブルク市 | ルクセンブルク | 5-5  | 1966 FIFAワールドカップ・予選 |